# Nani Widjaja
Nani Widjaja (Cirebon, 10 de noviembre de 1944 – Yakarta, 16 de marzo de 2023) fue una actriz y modelo indonesia.

## Biografía
Recibió una educación universitaria en criminología de la Universidad de Indonesia.
Fue protagonista de más de 110 películas. Contrajo matrimonio con Misbach Yusa Biran (1969-2012) y Ajip Rosidi (2017-2020), fue madre de cinco hijos. 
Fue galardonada con el Premio Maya. Nani Widjaja es conocida como integrante de "Golden Girls", un grupo de actrices Senior que triunfó en la década de 1970. El grupo fue fundado por Nani Widjaja con otras actrices legendarias como Ida Kusumah, Connie Sutedja y  Rina Hassim. Estas cuatro actrices se apoyaron mutuamente como compañeras en el mundo de la interpretación. Mucho antes de que Nani Widjaja estuviera en la cima de su carrera, era una niña común que nació el 10 de noviembre de 1944. Nacida en Cirebon, Provincia de Java Occidental, la pasión de Nani por la actuación comenzó a una edad temprana. Nani ha estado involucrada en la industria de la actuación desde 1958. En ese momento, solo tenía 14 años cuando actuó en la película "Linda". Este es el punto de partida del debut de Nani en la actuación. Hasta  que dos años después, en 1960, fue aceptada como actriz secundaria en la película "High Blood". Sentarse en la escuela secundaria forzó a Nani a ser muy buena dividiendo el tiempo escolar con el mundo del drama. Después de haber estado activa en el mundo de la actuación durante 3 años, finalmente consiguió el papel principal en la película "Behind the School Walls". Un momento que sin duda recordaría. Varios años después de obtener el papel principal, Nani Widjaja volvió a ocupar muchas pantallas grandes como papeles secundarios, por ejemplo, en las películas "A Sing Sing So", Njanjanan on the Dieng Slopes" y muchas otras. Hasta 1977, la carrera de Nani Widjaja realmente se disparó. Interpretando en la película "Yang Muda Yang Bercinta", su papel secundario logró que consiguiera la Citra Cup en 1978. No fue la única vez que recibió este prestigioso galardón. Su papel en la película "Kartini"  (historia basada sobre la vida de Kartini), que fue nominada en el Festival de Cine de Indonesia de 1983, también hizo que su nombre se disparara al ganar la Copa Citra. Después de 1992, dominó el papel en la pantalla de televisión, por ejemplo en la telenovela "Gara-Gara" y Gran Hermano en 1993. Todos los años, Nani Widjaja llena el mundo de muchas telenovelas indonesias hasta 1997. En 1995, actuó en tres series en un año, a saber, "Mat Beken", "Love for Monita" y "There´s Still a Ship to Padang". Aparte de su éxito en la actuación, se sabe que Nani Widjaja se toma en serio su educación. Después de la secundaria, se matriculó en la Facultad de Ciencias Sociales de la Universidad de Indonesia, con especialización en Criminología. Al mismo tiempo, también fue aceptada para la carrera de Antropología. Su gran espíritu y curiosidad la llevaron a elegir la carrera Criminología. Ser activa en completar la educación junto con estar ocupada en la industria de la actuación ha convertido a Nani Widjaja en una gran inspiración para las actrices y actores jóvenes. A través de todos los trofeos y el prestigio que ha ganado, Nani Widjaja demuestra que los papeles secundarios juegan un papel importante en una producción cinematográfica.
Falleció el 16 de marzo de 2023 a los 78 años, por una infección respiratoria.

## Filmografía
- 1968, Operation X
- 1969, Si djampang mentjari naga hitam
- 2012,  Ummi Aminah